# Reinhard Federmann
Reinhard Federmann (* 12. Februar 1923 in Wien; † 29. Januar 1976 ebenda) war ein österreichischer Schriftsteller und Übersetzer. Oft ist er nur als Partner seines Freundes Milo Dor bekannt. Mit Neuauflagen seiner eigenständig geschriebenen Werke versucht sich seit den 1990er Jahren der Wiener Picus Verlag.

## Leben
Federmann war der Sohn eines Wiener Oberlandesgerichtsrats, der als „Halbjude“ nach dem Anschluss Österreichs entlassen wurde und Suizid beging. Der Sohn wurde 1942 zur Wehrmacht eingezogen und an die Ostfront geschickt, wo er wahrscheinlich nur mit dem Leben davonkam, weil er in sowjetische Kriegsgefangenschaft geriet. „Er wurde wegen Arbeitsunfähigkeit ziemlich früh, nämlich im Herbst 1945, entlassen und kam dünn, unterernährt und mit ungesunder, gelblicher Gesichtsfarbe, die auf ein Leberleiden schließen ließ, in das Haus seiner Eltern zurück, in dem er nur seinen völlig verwahrlosten jüngeren Bruder antraf“, schreibt Milo Dor. Federmann studierte Jura, ersparte sich allerdings einen Abschluss, da ihn eine erfolgreiche Beamtenlaufbahn nicht lockte. Sein Interesse galt der Literatur. Er ging zunächst als Volontär zum Verlag Erwin Müller. Anfänglich unterstützt von Otto Basil und Friedrich Torberg, versuchte Federmann ab etwa 1947 als freier Schriftsteller, Journalist, Herausgeber und Übersetzer – vor allem aus dem Serbokroatischen und Englischen – seinen Lebensunterhalt zu finanzieren.

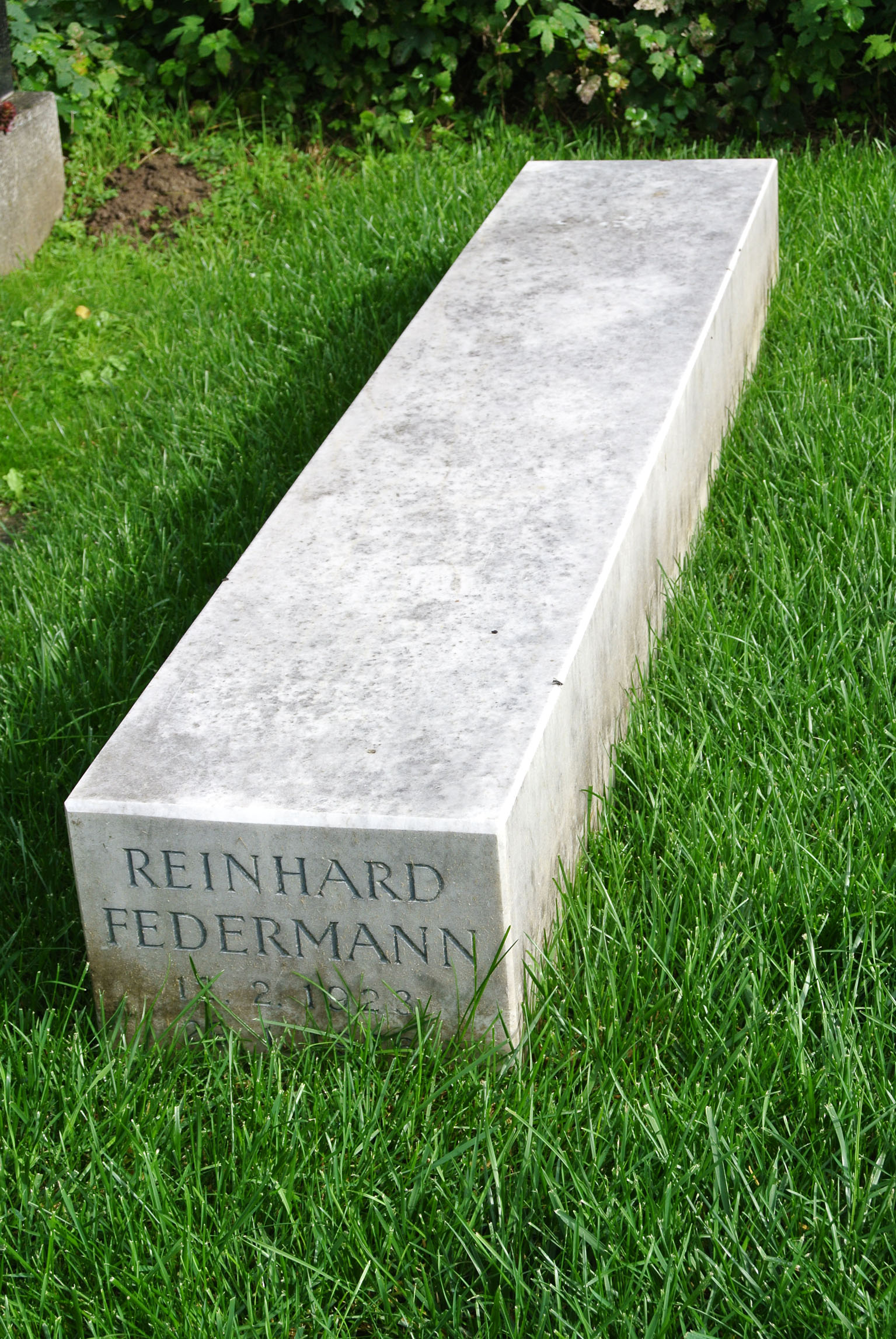
Grab am Zentralfriedhof

Als erklärter Anhänger eines freiheitlichen Sozialismus schrieb er zeitkritische Romane, die sich nur mäßig verkauften. Um Geld zu verdienen, verlegte er sich daher gemeinsam mit Milo Dor aufs Verfertigen von Hörspielen, Kriminalromanen, zum Teil auch Sachbüchern (über Komik). Diese Zusammenarbeit endete um 1960, dagegen nicht die Freundschaft. Federmann ließ sich nun für einige Jahre in München nieder. Er war inzwischen verheiratet und hatte eine Tochter. Um 1953 ging er eine Liebschaft mit der österreichischen Schriftstellerin Marlen Haushofer ein. Sie endete nach einigen Jahren, weil Haushofer keine Hoffnung mehr hatte, Federmann werde ihretwegen seine Ehe aufgeben. Allerdings war sie selber ebenfalls verheiratet. Als Präsident der Gesellschaft für die Freiheit der Kultur beantragte er im Herbst 1950 erfolgreich ein Reisestipendium nach Paris und London für Ingeborg Bachmann.
Um 1970 aus München zurückgekehrt, gründete Federmann trotz abenteuerlicher Finanzierung die Literaturzeitschrift Die Pestsäule, von der zwischen 1972 und 1975 immerhin 15 Ausgaben erschienen. Seit 1961 war er Mitglied der Freimaurerloge Libertas, 1966 bis 1971 als auswärtiges Mitglied, sowie des österreichischen P.E.N-Clubs. Nun wurde er dessen Generalsekretär und organisierte 1975 den Wiener Kongress des internationalen P.E.N. Bald darauf entpuppte sich Federmanns Leberleiden als unheilbar. Strigl schreibt, er habe durch maßloses Trinken Raubbau an seiner ohnehin schwachen Gesundheit betrieben. Auch Dor räumt ein, sein Partner und gelegentlicher Zechkumpane habe sein Ende „irgendwie selbst herbeigeführt“. Federmanns Plan, einen großangelegten Roman über seine jüdischen Vorfahren zu schreiben, wurde (1976) vom Tod durchkreuzt.

## Veröffentlichungen

### Reinhard Federmann
- Es kann nicht ganz gelogen sein. Jungbrunnenverlag, Wien 1951.
- Napoleon war ein kleiner Mann. Illustrationen von Leo Tilgner. Langen Müller, München 1957.
- Das Himmelreich der Lügner. Roman. Umschlaggestaltung von Gerhard M. Hotop. Langen Müller, München 1959.
  - Neuauflage: Das Himmelreich der Lügner. Picus Verlag, Wien 1993, Kurzbesprechung.[5]
  - Neuausgabe: Das Himmelreich der Lügner. Picus Verlag, Wien 2023, ISBN 978-3-7117-2129-7.
- Der schielende Engel. (= Stiasny-Bücherei, Band 122). Einleitung von Gerhard Fritsch. Stiasny, Graz / Wien 1963.
- Popen und Bojaren. Herberstains Mission im Kreml. Stiasny, Graz / Wien 1963.
- Die königliche Kunst. Eine Geschichte der Alchemie. Paul Neff Verlag, Wien 1964
- Zusammen mit Hermann Schreiber: Botschaft aus dem Jenseits. Zeugnisse des Okkulten. Horst Erdmann, Tübingen 1968.
- Wiener G’schichten, Geschichte Wiens. Historien, Episoden, Anekdoten. Horst Erdmann, Tübingen 1968,
- ...und treiben mit Entsetzen Scherz. Die Welt des schwarzen Humors. Horst Erdmann, Tübingen 1969, ISBN  978-3-77110103-9.
- Land im Herzen Europas. Eine Geschichte Österreichs für die Jugend. Mit Illustrationen von Georg Eisler. Forum, Wien 1969.
- Herr Felix Austria und seine Wohltäter. Roman. Langen Müller, München 1970.[A 2]
- Rußland aus erster Hand: Geschichte und Gegenwart in Berichten von Augenzeugen und Zeitgenossen. Als Herausgeber. Arenea-Verlag Georg Popp, Würzburg 1971, ISBN 978-3-40103601-4.
- Graf Bobby Witze. Als Herausgeber und mit Illustrationen von Wilhelm M. Busch. Herbig, München 1971, ISBN  978-3-77660913-4.
- Die Chinesen kommen. Aus den Memoiren unserer Enkel – nach dem Untergang des Abendlandes. Mit Illustrationen von Winnie Jakob. Horst Erdmann Verlag, Tübingen / Basel 1972, ISBN 978-3-77110151-0.
- Barrikaden. Ein Roman aus dem Sturmjahr 1848. Jugend-und-Volk-Verlagsgesellschaft, Wien 1973, ISBN 978-3-71411445-4.
  - Neuauflage: Barrikaden. Picus, Wien 1998, ISBN  978-3-85452-417-5.[A 3]
- Balkanvölker. Kulturen – Bräuche – Sexualverhalten. (= Sittengeschichte der Völker, Band 7). Fackelverlag, Stuttgart 1978.
- Chronik einer Nacht. Roman.  Mit einem Nachwort von Milo Dor. Picus, Wien 1988, ISBN 978-3-85452-204-1, Rezension.[A 4]
- Die Stimme. Erzählungen. Picus, Wien 2001, ISBN 978-3-85452-454-0, Rezension.[A 5]

### Reinhard Federmann und Milo Dor
- Internationale Zone. Kriminalroman. Frankfurt am Main 1953.
  - Neuauflage: Internationale Zone. Medusa, Wien 1984, ISBN 978-385446100-5.
  - Neuauflage: Internationale Zone. Picus, Wien 1994, ISBN  978-3-85452-259-1.
- Der unterirdische Strom. Träume in der Mitte des Jahrhunderts. Ein  Versuch. (= Studio Frankfurt, Band 9). Umschlag von Gisela Andersch. Frankfurter Verlagsanstalt, Frankfurt am Main 1953.
- Und einer folgt dem andern. Kriminalroman. Nest Verlag, Nürnberg 1953. 
  - Neuauflage: Und einer folgt dem andern. Picus, Wien 1995, ISBN 978-3-85452-273-7.
- Romeo und Julia in Wien. Roman. Kindler und Schiermeyer, München 1954, Rezension.[6]
- Othello von Salerno. Roman. Kindler, München 1956.
- Die Frau auf dem Medaillon. Roman. Buchgemeinschaft Donauland, Wien 1959.
- Das Gesicht unseres Jahrhunderts. Sechzig Jahre Zeitgeschehen in mehr als sechshundert Bildern. Forum Verlag und Europa Verlag, Wien 1960.
- Gemordete Literatur. Dichter der russischen Revolution. Als Herausgeber. Otto Müller, Salzburg 1963.
- Der politische Witz. Als Herausgeber. Mit einem Vorwort von Werner Finck. Kurt Desch, München 1965.
  - Taschenbuchausgabe: Der politische Witz. Deutscher Taschenbuch Verlag, München 1966.
- Der galante Witz. Als Herausgeber. Kurt Desch, München 1966.
  - Taschenbuchausgabe: Der galante Witz. Deutscher Taschenbuch Verlag, München 1980, ISBN 978-3-423-01577-6.
- Der groteske Witz. Als Herausgeber. Kurt Desch, München 1968.
  - Taschenbuchausgabe: Der groteske Witz. Deutscher Taschenbuch Verlag, München 1979, ISBN 978-3-423-01496-0.
- Und wenn sie nicht gestorben sind. Politthriller. Picus, Wien 1996, ISBN 978-3-85452-291-1.

## Hörspiele (Auswahl)
- 1949: Sacrileg – Regie: Nicht angegeben (ORF Kärnten oder Steiermark)
- 1962: Die neue Wohnung – Regie: Otto Düben (WDR)
- 1964: Die Höhle – Regie: Fritz Schröder-Jahn (NDR)
- 1964: Anatomie eines Rebellen. Milovan Djilas und die Außenwelt – Regie: Nicht angegeben (WDR)
- 1965: Die Höhle – Regie: Herbert Fuchs (ORF Wien)
- 1971: Generalbeichte – Regie: Hans Rosenhauer (NDR)
- 1971: Die neue Wohnung – Regie: Hans Krendlesberger (ORF Wien)
- 1973: Generalbeichte – Regie: Peter Leidenfrost (ORF Wien)
- 1976: U-45 oder Der Zahn der Zeit – Regie: Ferry Bauer (ORF Oberösterreich)
- ohne Jahresangabe: Victor Adler. Hörszenen aus seinem Leben, Regie: nicht angegeben. Manuskript in ÖNB-ÖLA 386/11;/W20.

Zusammen mit Milo Dor
- 1953: Der einfache Mensch – Regie: Peter Fürdauer (RWR Wien)
- 1954: Romeo und Julia 1954 – Regie: Walter Davy (RWR Wien)
- 1955: Freitag, 16 Uhr 55 – Regie: Oskar Nitschke (SDR)
- 1956: Der Weg nach Salerno – Regie: Heinz Röttinger (ORF Wien)
- 1957: Die Angst am frühen Morgen – Regie: Jürgen Petersen (HR)
- 1958: Reihentitel: Die Bedrohung des Menschen im totalitären Staat: Die Verwechslung – Regie: Oswald Döpke (SDR)
- 1959: Das Haus auf dem Hügel – Regie: Edward Rothe (WDR)
- 1960: Reihentitel: Das Porträt: Hans Christian Andersen. Das häßliche Entlein – Regie: Otto Kurth (WDR)
- 1960: Das häßliche Entlein – Regie: Nicht angegeben (ORF)

Gemeinsame Hörspielbearbeitungen
- 1957: Branislav Nušić: Der Analphabet. Eine Funkposse – Regie: Oskar Nitschke (SDR)
- 1960: Branislav Nušić: Der Analphabet – Regie: Raoul Wolfgang Schnell (WDR)
- 1963: Marijan Matković: Jahrmarkt der Träume – Regie: Rolf von Goth (Original-Hörspiel – SFB)

Quellen: Ö1-Hörspieldatenbank und ARD-Hörspieldatenbank